# Paris Violence
Paris Violence est un groupe de punk rock français, originaire de Paris. Il est formé en 1994 autour de Flav (« Flav Paris Violence »), et toujours en activité, malgré le décès de Flav, son leader, en 2022.

## Biographie

### Débuts
En 1994, l’idée d’un projet musical naît autour de Flav (« Flav Paris Violence », pseudonyme de Flavien Bertran de Balanda : voix, guitare,  claviers, programmations), Thierry (guitare, claviers, chœurs) et Jérôme (chœurs), sur un concept punk rock et oi! à l’heure où cette scène semble s’essouffler en France. Les influences vont de Métal Urbain à Pigalle, en passant par des chanteurs français comme Renaud . Tous les textes et la plupart des compositions sont réalisés par Flav, qui déjà enregistre seul certains morceaux. Une boîte à rythme est utilisée, et quatre cassettes démo, enregistrées sur magnétophone 4 pistes, sont réalisées entre 1995 et 1998, suscitant de premières chroniques dans la presse underground.
En 1998, sortent les premières productions officielles : le 45 tours Humeurs noires, le split 45 tours Violence Urbaine et surtout le premier album, Temps de crise. Flav, désormais seul, commence à enregistrer sur magnétophone huit pistes un second album. Ce dernier, Mourir en novembre, bénéficie d’une distribution plus ambitieuse, et, surtout, est relayé dans la presse musicale grand public. Outre des chroniques systématiques des albums et mini-albums sortis dans la période 2000-2007, on trouve dans ces magazines divers articles sur le groupe présentant notamment sa spécificité et son évolution : Rock Sound (Hors-série punk rock no 7, 2000, p. 84), Punk Rawk (no 10, janvier-février 2003 ; no 14, no 39 ; 2008).
Dans la quatrième édition de l'émission radiophonique Sniffin' Glue (Radio Campus Clermont-Ferrand) du 24 octobre 2003, Gildas Lescop, sociologue de l'université de Nantes et spécialiste de la scène oi!, intervient avec la programmation musicale de trois groupes, dont Paris Violence avec Le Chemin des dames, les deux autres étant The 4-Skins et Lower Class Brats.
Quant à la presse généraliste ayant fait mention de Paris Violence, voir notamment L'Humanité du 29 octobre 2004 ou Le Républicain lorrain du 7 janvier 2016[style à revoir]. Cela permet au groupe d’apparaître sur divers samplers à plus gros tirage (notamment la série Punk Rawk Explosion ou encore le coffret Punk en France vol.2.), tandis que le son s’oriente de plus en plus vers une forme de oi! teintée d’influences new wave. En 2001, Flav lance par ailleurs parallèlement son projet cold wave Saison Froide.

### Notoriété montante
L’album L’Âge de glace (2001) est conçu dans des conditions voisines du précédent et bénéficie de sa notoriété. Mais c’est l’arrivée de Spirou (Molodoï, Charge 69) qui donne une impulsion décisive à Paris Violence, qui rompt définitivement avec l’aspect « minimaliste » des débuts pour se lancer dans des disques studio de qualité plus professionnelle : Ni fleurs, ni couronnes (2001) mais surtout En Attendant l’Apocalypse (2003) permettent à Paris Violence de varier et d’élargir son public. En Attendant l’Apocalypse est classé 6 474e meilleur album en 2000.
Malgré le départ de Spirou en 2005, périodes solo et formations successives alternent, sans que la production discographique ne s’en ressente : outre des albums longue durée comme Nous sommes nés trop tard (2007) ou Fleurs de névroses et d’éther (2010), Paris Violence continue à sortir des disques sur divers formats à une cadence soutenue, notamment diverses anthologies et rééditions.

### Dernières activités
Après la constitution d’une formation live en 2010 avec Yann Kid Chaos et Manu Kulmok, ces derniers ont peu à peu intégré la formation studio dont ils forment, avec Flav et Sylvain, l’épine dorsale actuelle. C’est cependant avec Sylvain et Jhon Black Fire qu’a été enregistré  Promesses d’Immortalité (2015), double album dont une partie des illustrations intérieures, réalisées par Flav, sont un hommage à la Paulette de Pichard et Wolinski.
En juillet 2015, soit après 21 ans d’existence, Paris Violence a donné sa première prestation scénique au festival international Back on the Streets à Rheinböllen, en Allemagne. Le décès de Flav, le 19 janvier 2022, semble compromettre l'existence du groupe.

## Style musical, qualité littéraire et esthétique

### Style musical
Outre le fait d’avoir été pendant plus de vingt ans un projet purement studio sans volet scénique (voir concerts), Paris Violence possède un certain nombre de traits qui lui sont propres. La particularité du son, par-delà ses évolutions, a pu faire considérer le groupe tantôt comme un style musical propre, tantôt comme le fondateur d’un courant dit « oi!-wave » ou «post-oi!». 

### Textes
Sa spécificité majeure réside cependant sans doute dans ses textes, dont on a souvent relevé l’écriture littéraire. Quant aux thèmes abordés, assez éloignés des thématiques punk / oi ! habituelles, elles vont du réalisme parisien aux références à la littérature en passant par l’histoire : guerre froide, conflits du XXe siècle, mouvements insurrectionnels, histoire médiévale, mais surtout la guerre de 1914-1918 qui a inspiré un certain nombre de textes ayant suscité des études universitaires. Les textes de Paris Violence sur la Grande Guerre ont été étudiés par l'universitaire Nicolas Offenstadt, qui s'est intéressé à la mémoire actuelle de la guerre de 14-18 dans le rock.
Paris Violence est cité, étudié et remercié dans son ouvrage 14-18 aujourd'hui: La Grande Guerre dans la France contemporaine, Odile Jacob, octobre 2010  (ISBN 978-2-7381-2534-7). Paris Violence a été également cité alors par le même auteur dans diverses émissions sur les grandes ondes (avec des extraits de titres comme Mort au combat), et dans plusieurs colloques universitaires, dont le Colloque d’Agen et Nérac, 14-15 novembre 2008 : L’Académie des Sciences, Lettres et Arts d’Agen et la Société historique des Amis du Vieux Nérac organisent : La Grande Guerre aujourd’hui : Mémoire(s), Histoire(s),  Nicolas Offenstadt : Rock, pop et Grande Guerre, et, à Paris 1-Sorbonne : Samedi 8 novembre 2010 : La Grande Guerre aujourd’hui. 14-18 dans le monde social. Du même auteur, en collaboration avec André Loez: La Grande Guerre: Le carnet du centenaire. Parmi les références universitaires à la place de la Grande Guerre dans les textes de Paris Violence, voir également National Myth and the First World War in Modern Popular Music de Peter Grant.
Ces différentes caractéristiques sont rappelées Vincent Bonneveaux dans le roman La Nord, qui consacre deux pages à Paris Violence. Le personnage de Lucien découvre Paris Violence sur la compilation Aujourd'hui Comme Hier (voir discographie) et qualifie le groupe d'« inclassable », « entre le punk, le rock, la oi! et la new wave », avec des paroles « touch(ant) au plus profond de l'être (op. cit.). » L'auteur cite ensuite les références historiques et littéraires évoquées dans les notes précédentes. Parmi les romans faisant allusion à Paris Violence, le narrateur de Je suis ton ombre découvre le groupe au chapitre II, avec le disque Rayé de la carte qu'il trouve dans une cave. (Morgane Caussarieu, Je suis ton ombre, éditions Mnémos en 2014.

### Image et esthétique
Les costumes que Flav arbore régulièrement dans les disques de Paris Violence tiennent enfin d’une forme assumée de dandysme. Essentiellement à partir d’En attendant l’Apocalypse, où un morceau est du reste consacré à ce courant (« dandysme ») ; sur cet aspect voir également des morceaux tels qu’Esthétisme ou « Fleurs de névroses » sur l’album Fleurs de névroses et d’éther.

## Accueil critique
Le webzine québécois Barricade Punk liste Paris Violence 35e dans son top 75 de punk rock français. Sur Ranker, Paris Violence est classé 16e des groupes punk français, 89e des groupes célèbres originaire de Paris, et 79e des meilleurs groupes de oi!.

## Controverses
Paris Violence a parfois été accusé d'être un groupe d'extrême-droite. Dans le webzine anarcho-royaliste Lys Noir (numéro « La résistance blanche des groupes bourrins »), Paris Violence est présenté comme « un groupe punko-royaliste  ». Le site politiquemagazine.fr précise : « Paris Violence inspire des musiciens du RIF (Rock identitaire français), comme ceux du groupe FTP »
D'autres éléments sont plutôt basés sur de prétendues activités politiques du chanteur, qui est aussi historien,. On l'a ainsi accusé d'être proche de plusieurs groupes et mouvements royalistes, notamment l'Action française. Lui même a fermement démenti ces accusations. 
Le chanteur souhaite « séparer [sa] sphère professionnelle/privée de [ses] activités musicales ». Et le groupe se présente lui-même comme « Indépendant de toute chapelle ou idéologie. Streetpunk littéraire, dandy et spleenétique » Le site rebellion-sre.fr résume ainsi les choses : « Il restera à l’écart de toute récupération politique, laissant tout de même place au doute, quant à ses textes »

## Membres

### Membres actuels
- Flav Paris Violence (depuis 1994 jusqu'à 2022)
- Sylvain (Villa-des-Bains, depuis 2005)
- Yann Kid Chaos (depuis 2010)
- Manu Kulmok (depuis 2010)
- Jhon Black Fire (depuis 2010)

### Anciens membres
- Thierry (1994-1998), Jérôme (1994-1998)
- Spirou (2000-2004)
- Tony (2005-2007)
- Eric (2010-2013)

## Discographie

### Albums studio
- 1998 : Temps de crise (Lion Records, Islika Prod ; réédité en double LP par Joe Pogo Records, et en CD en 2017 par Islika Prod)
- 2000 : Mourir en novembre (Dialektik Records, Earquake, Limolife Records, Islika Prod ; réédition en CD en 2007 par Trooper Records/Combat Rock et en LP par Dirty Punk Records)
- 2001 : L'Âge de glace (CD: Earquake, Trauma Social, Islika Prod, Rural Muzik, LP: Islika Prod, Fraktion Provisoire)
- 2003 : En attendant l'apocalypse (CD: Dialektik Records, LP : Grandeur et Décadence ; réédition CD 2006 par Combat Rock, Trooper Records)
- 2007 : Nous sommes nés trop tard (CD: Combat Rock, Trooper Records ; LP: Karameikos Records, Trooper Records)
- 2008 : Le vent divin souffle toujours (Trooper Records ; réédité en CD en 2010 par Islika Prod)
- 2010 : Fleurs de névroses et d'éther (CD: Combat Rock, Trooper Records, LP: Dirty Punk)
- 2015 : Promesses d’immortalité (CD/double LP ; Randale Records)
- 2021 : Allons de l'arrière (CD/LP, Islika Prod; KB Records)

### Mini-albums
- 2007 : La Tentation du néant (L'Appel des Ténèbres vol.1 ; Trooper Records, Islika Prod)
- 2008 : La Nostalgie du chaos (L'Appel des Ténèbres vol.2 ; Trooper Records, Islika Prod)
- 2008 : La Fascination de l'abîme (L'Appel des Ténèbres vol.3 ; Trooper Records, Islika Prod)
- 2020 : Quand les berges se resserrent (CD, Casse-Os Recors, Islika Prod)

### EP
- 1998 : Humeurs noires (Rural Muzik)
- 2000 : Rayé de la carte (Islika Prod)
- 2001 : Ni fleurs, ni couronnes (Islika Prod, Dialektik Records, Rural Muzik, deux versions ; réédité en CD en 2005 par True Force Records)
- 2002 : Cauchemar abyssal (Rural Muzik / Islika Prod)
- 2004 : Budapest 56
- 2005 : Les Mondes flottants (Trooper Records)
- 2007 : Les Saisons mortes (Dirty Punk)
- 2009 : Rivages de la tristesse (édition française : Trooper Records, édition US : Koi Records[38])
- 2010 : Croisons le fer, avec Kamizole 13 (Islika Prod, Trooper Records, Kamizole 13)
- 2010 : La Dernière Garde (réédition en 2015 par Islika Prod)
- 2012 : Salomé 1900 (LADA), réédition mini CDR 2014 (Islika Prod)
- 2014 : Secret-défonce (Islika Prod)
- 2021 : D'humeurs toujours aussi noires (Islika Prod)

### Splits
- 1998 : Violence urbaine (avec Symphonie Urbaine) (Fraktion Provisoire, Islika Prod)
- 2006 : Indoctum iuga ferre (avec Hetairoi ; True Force Records, Hetairoi Records, Trooper Records)
- 2006 : Envoyez la légion !  (Send in the Legion!), (avec Foreign Legion ; édition française: Trooper Records ; édition allemande: KB Records)
- 2008 : Haut les cœurs et mort aux cons ! (avec Soirée Grisaille ; Trooper Records, Islika Prod/Au Bout de la Nuit Productions)
- 2011 : Confins de l'enfer (avec Kid Chaos) (KB)
- 2022 : Oi! Gdansk-Paris, split deux titres enregistré en 2021 avec le groupe polonais Lumpex75 (Olifant Records)

### Anthologies, démos, raretés
- 2005 : Démos vol. 1 (1995-1996) (Islika Prod, Bitume Records)
- 2006 : Démos vol. 2 (1997-1998) (Seine Urbaine roductions, Islika Prod, Records)
- 2009 : Du futur faisons table rase (singles collection vol.1 : 1998-2002) (Combat Rock, Trooper Records)
- 2010 : La Mort en toute intimité (éditions confidentielles 2005-2010)  (Shout Proud Records)
- 2012 : L'avenir commence mal (singles collection vol.2 : 2005-2011) (Combat Rock, Trooper Records)
- 2014 : Révisons nos classiques (reprises inédites 1996-2004), CDR 2014 (Islika Prod)
- 2014 : Orage des années noires (Best of vol. 1, 1998-2003) (édition française : Combat Rock, Islika Prod, édition allemande : KB Records)
- 2015 : Tourmente des années sombres (Best of vol.2, 2004-2008), CD 2015 (édition française : Combat Rock, Islika Prod, édition allemande : Spirit of the Streets Records)
- 2016 : Devançons l’Appel (démos 2007-2011) (Islika Prod)
- 2016 : Pistis Sophia (démo 2005) (Islika Prod)
- 2017 : Impossible n'est pas français (démos et raretés  1995), CD/LP 2017 (CD : Islika Prod, LP : Common People Records)

### Participations
- More sexy Girls for the Boys (More Oi!, punk rock and sexy girls for the boys), 7'EP 1999 (Carnage Records)
- Dialektik City Rockers, double CD 2000 (Dialektik Records)
- Dernier rempart (orthographié : Dernier Rampart – sic), CD 2000 (Fraktion Provisoire / Antabuse)
- Demain plus rien, 7'EP 2001 (No Human Records)
- Aujourd'hui... Comme hier, CD 2003 (Pavemusic)
- Nouvelle aube, CD 2003 (Bords de Seine)
- Punk en France vol. 2, triple CD 2005 (Remedy Records)
- Dites-le quatre fois plus fort, CD 2005 (Combat Rock)
- Hier... Aujourd'hui... Comme demain, CD 2013 (Seb  Prod)

### Démos, maquettes
- L'Esprit français, K7 1995 (Islika Prod)
- Un hiver en banlieue, K7 1996 K7 – Islika Prod
- Violence dans l'azur, 1997 (Islika Prod)
- De colère et de haine, K7 1998 (Islika Prod)
- De bonne guerre, K7/CDR 2000
- L'Apocalypse se fait attendre, CDR 2001
- Pistis Sophia, K7/CDR 2005
- Et nous mourons trop tôt, CDR 2006
- Morne printemps, CDR 2007
- Un été en province, CDR 2009
- Paris '95, K7 2010
- Voyage 32, CDR 2013 (Islika Prod)
- Névroses d'éther et de fleurs, CDR 2014 (Islika Prod)
- Renaître en décembre, CDR 2015 (Islika Prod)
- Chantons avant l'assaut, Mini CDR 2014  (Islika Prod)
- À l'appel du tocsin, Mini CDR 2014 (Islika Prod)